# Acme Records
L'Acme Records è un'etichetta discografica indipendente  fondata da Gary Ramon (frontman dei Sun Dial) nel 1994 ad Hastings, nell'East Sussex, in Inghilterra.
È conosciuta per aver prodotto numerosi album di progressive e psychedelic rock tra il 1960 e il 1970.

## Artisti
- Agincourt
- Apple
- The Bikinis
- Bulldog Breed
- Chemical
- Hypnosis
- Jade Warrior
- The Modern Art
- Neon Pearl
- The Open Mind
- Polyphemus
- Quad
- Skip Bifferty (reissues)
- Spiral Sky
- Sun Dial
- 13th Floor Elevators
- Mick Wills